# Raúl Goni
Raúl Goni Bayo, cunoscut ca Raúl Goni (n. 12 octombrie 1988 în Zaragoza, Spania) este un fotbalist sub contract cu Real Madrid Castilla, împrumutat de la Real Zaragoza.